# DN58B
De DN58B (Drum Național 58B of Nationale weg 58B) is een weg in Roemenië. Hij loopt van Reșița via Bocșa en Gătaia naar Voiteg. De weg is 66 kilometer lang.